# Thoma Deljana
Thoma Deljana (* 20. Februar 1924 in Elbasan; † 14. September 2014) war ein albanischer Politiker der Partei der Arbeit Albaniens, der unter anderem zwischen 1966 und 1976 Minister für Bildung und Kultur Albaniens war. 1976 wurde er als Gegner des damaligen Ministerpräsident Mehmet Shehu als Minister entlassen.

## Leben
Deljana besuchte die Grundschule in Elbasan und nahm bereits 1936 als Zwölfjähriger an einer Demonstration gegen König Zogu I. teil. Auf dem Gründungskongress der Antifaschistischen Jugendbewegung (Rinisë Antifashiste) im Januar 1943 im Dorf Helmës im Kreis Kolonja wurde er zum Mitglied des Zentralrats dieser Organisation gewählt. 1943 schloss er seine Schulausbildung in Shkodra ab und trat 1939 in die Widerstandsbewegung gegen die italienische Besetzung Albaniens ein. In der Folgezeit nahm er an zahlreichen antifaschistische Demonstrationen in Vlora teil, nachdem es dort zur Ermordung von Jugendlichen gekommen war. In der Folge wurde er auf einem Kongress im September 1944 Sekretär der Antifaschistischen Jugendbewegung im Kreis Elbasan und Mitglied des Zentralvorstandes dieser Organisation.
Nach der Gründung der Sozialistischen Volksrepublik Albanien am 29. September 1944 wurde er im November 1944 Mitglied des Parteikomitees im Kreis Korça und war dort für die Jugendarbeit zuständig. Bereits einen Monat später wurde er im Dezember 1944 Leiter der Politverwaltung der 8. Division in Peshkopia. Im Dezember 1946 wurde er Erster Sekretär der  Partia e Punës e Shqipërisë (PPSh; deutsch Partei der Arbeit Albaniens) im Kreis Elbasan sowie 1947 Leiter einer Sektion in der von Nako Spiru geleiteten Staatlichen Plankommission. 1948 übernahm er die Funktion als stellvertretender Leiter der Abteilung Kader im Zentralkomitee der Partei der Arbeit Albaniens PPSh.
Am 19. Juli 1954 wurde Deljana als Kandidat der PPSh erstmals zum Mitglied des albanischen Parlaments (damals Kuvendi Popullor) gewählt, dem er während der dritten bis zur sechsten Legislaturperiode am 30. November 1976 angehörte. 1955 wurde er zu einem Studium der Philosophie nach Moskau entsandt und übernahm nach der Rückkehr die Funktion als Erster Sekretärs der PPSh im Kreis Elbasan. Er wurde auf dem 4. Parteitag (13. Februar bis 20. Februar 1961) auch Mitglied des Zentralkomitees (ZK) der Partei der Arbeit Albaniens PPSh (Partia e Punës e Shqipërisë).
Im Oktober 1961 wurde Deljana neben Kahreman Ylli Vize-Minister für Bildung und Kultur und damit engster Mitarbeiter des damaligen Ministers Manush Myftiu. Am 18. März 1966 wurde er schließlich Nachfolger von Fadil Paçrami als Minister für Bildung und Kultur (Ministër i Arsimit dhe Kulturės) in der dritten Regierung von Ministerpräsident Mehmet Shehu. Nachdem er als einer der wenigen Politiker Kritik an Ministerpräsident Shehu geäußert und sich einer Gruppierung um Abdyl Këllezi angeschlossen hatte, wurde er am 29. April 1976 als Minister für Bildung und Kultur entlassen und durch Tefta Cami ersetzt. Danach wurde er zunächst Rektor der Dorfschule im abgelegenen Dorf Dhëmblan im Kreis Tepelena, aber bereits ein Jahr später 1977 wieder entlassen. In der Folgezeit arbeitete er als Bauer und Viehzüchter in einer Landwirtschaftlichen Produktionsgenossenschaft. Nach dem Tode des Ersten Sekretärs der PPSh, Enver Hoxha, wurde seine Verbannung aufgehoben. Kurz später wurde er aber in Elbasan erneut interniert. 1990 kehrte er nach Tirana zurück.